# Martinci
Martinci, en cirílic Мартинци, és un poble de Sèrbia, situat a la província autònoma de Voivodina. Forma part del municipi de Sremska Mitrovica en el districte de Sirmia (Srem). El 2011 tenia 3.070 habitants.

## Història
Antigament era coneguda amb el nom de Budàlia  (llatí Budalia) i era una ciutat de la Baixa Panònia, no lluny de Sírmium, on nasqué l'emperador Deci.